# Macaque de Mentawaï
Macaca pagensis
Espèce
Statut de conservation UICN

 CR A2cd+4cd : 
En danger critique
Statut CITES
Le Macaque de Mentawaï (Macaca pagensis) est une espèce de primates, de la famille des Cercopithécidés (sous-famille des Cercopithécinés).

## Description
Les caractéristiques morphologiques de l'espèce sont une queue courte, un corps assez massif. Le pelage est de couleur brun foncé sur la face dorsale, les épaules et les côtés du cou sont de couleur ocre-fauve, et on note la présence de favoris sur les joues. La face est glabre et de pigmentation très sombre de brun à noir. Les membres postérieurs sont bruns, un peu plus clairs que le dos et les membres antérieurs sont brun rougeâtre, couleur acajou.

### Mensurations
- Poids :
mâle : 6 à 9 kg ;
femelle : 4,5 à 6 kg.
- Longueur tête + corps :
mâle : 45 à 55 cm ;
femelle : 40 à 45 cm.
- Longueur de la queue :
mâle : 13 à 16 cm ;
femelle : 10 à 13 cm.

## Écologie et comportement

### Organisation sociale
L'organisation sociale du macaque de Mentawai n'est pas connue dans ses grandes lignes. Néanmoins, les nombreuses autres espèces du genre Macaca ont été longuement étudiées et des comparaisons interspécifiques sont possibles même au regard des faibles éléments disponibles à ce jour. Les études génétiques récentes attestent que l'espèce est issue de la première phase de colonisation du sud-est asiatique par les macaques comme le macaque à queue de lion ou les macaques de Sulawesi (7 espèces dont le macaque de Tonkean). Les auteurs anciens avaient rapproché le macaque de Mentawai du macaque à queue de cochon ce qui d'un point de vue morphologique et géographique semble logique. Mais des travaux récents plaident pour une plus grande proximité avec le type de tolérance sociale du macaque à queue de lion ou des macaques de Sulwesi (par exemple le macaque maure ou le macaque à crête). En effet, l'une des mimiques pacifiques typiques des systèmes sociaux "tolérants" des macaques de Sulawesi existe chez le macaque de Mentawaï. En revanche, ce même comportement n'existe pas chez le macaque à queue de cochon dont le système social est de type "despotique". On peut donc plus volontiers comparer l'organisation sociale du macaque de Mentawaï à celle des espèces du genre Macaca qui ont le même type de tolérance sociale et qui semblent provenir du premier flux migratoire des macaques comme le macaque berbère, le macaque à queue de lion ou les macaques de Sulawesi (macaque de Tonkean, macaque maure, macaque à crête, etc.)
Chez ces espèces, on sait que le système d'héritage du rang de dominance est certes grandement influencé par celui de la mère, mais aussi, par le jeu des alliances, sujet à des évolutions. Ceci implique que les membres du groupe passent beaucoup de temps dans les interactions sociales, s'impliquent dans des coalitions pour tenter de gravir certains échelons de la hiérarchie sociale, tandis que chez le macaque à queue de cochon, l'héritage du rang de dominance est plus rigide.

### Alimentation
Le macaque de Mentawai est principalement frugivore. Une étude montre qu'il consomme les fruits du Bhesa paniculata, Calamus sp., Litsea sebifera, Agelaea macrophylla, Arenga obtusifolia, Endospermum malaccense, deux espèces de figuiers (Ficus sublata et Ficus vasculosa)  et Syzygium fastigiatum. Cette espèce a aussi été décrite se nourrissant dans les jardins et les cocoteraies.
Les groupes se divisent en sous-unités lors de la recherche alimentaire et se retrouvent pour passer la nuit dans de grands arbres tels que le Dipterocarpus retusus.

## Répartition géographique et habitat

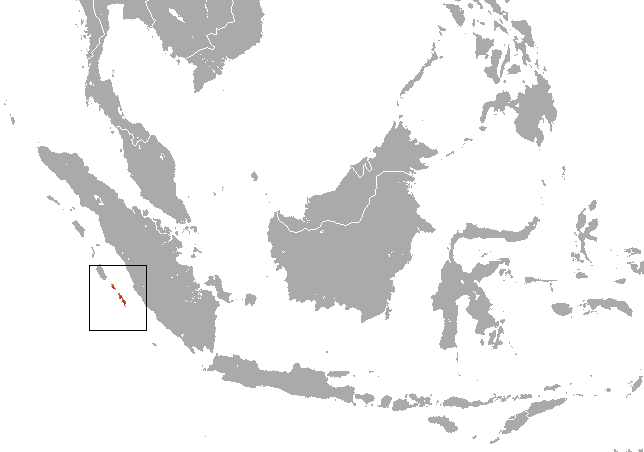
Localisation géographique.

Le macaque de Mentawai vit dans les forêts primaires et les zones d'habitat perturbé ou dégradé (agriculture, sylviculture). Cette espèce affectionne les forêts primaires de types littoral, marécageux, fortement irriguées par des rivières ou des fleuves.
Sur Sipora (845 km2), le total des forêts restantes a été estimé en 1996 à 10 à 15 % de la superficie de l'île. Les compagnies forestières étant encore présentes à cette date, la surface réelle de forêts encore existante est probablement encore inférieure. La forêt primaire a été remplacée par des rizières ou d'autres monocultures et les quelques efforts consentis par les compagnies forestières pour la replantation se soldent par des monoplantations d'Eucalyptus spp. et de Shorea spp. Couplés aux effets de l'érosion qui emporte les sols, l'espace effectivement disponible pour les primates est très limité.
Sur les deux îles Pagai (1 675 km2), la proportion de forêt estimée en 1996 s'élevait à 15 % de la superficie des îles. À la différence de Sipora, sur ces îles, il restait en 1996 de nombreux résidus de forêts secondaires perturbées et de forêts mixtes marécageuses. Dans ces zones très perturbées, des primates ont pu être observés par plusieurs auteurs. Étant donné que ces zones d'habitat non primaire sont utilisées par les primates (dont le macaque de Mentawai) et qu'elles représentent en superficie au moins autant voire plus que les forêts primaires, il est possible que le nombre réel de primates sur ces îles soit sous estimé.

## Classification et taxinomie
Le macaque de Mentawaï a longtemps été considéré comme une simple sous-espèce du macaque à queue de cochon Macaca nemestrina mais depuis peu, son statut d'espèce lui a été reconnu, sur des bases éthologiques, morphologiques et génétiques. C'est une espèce endémique des îles Mentawai constituées de 4 îles (Siberut, Sipora, Pagai du Nord, Pagaï du sud) situées à l'ouest de Sumatra en Indonésie. Ces îles ont été séparées de la masse des autres îles de la Sonde depuis 500 000 ans. On le rencontre uniquement sur 3 des 4 îles de l'archipel car les macaques présents sur Siberut ont récemment été reconnus comme appartenant eux aussi à une espèce distincte, le macaque de Siberut, Macaca siberu qui lui est plus proche génétiquement du macaque à queue de cochon. Il est encore possible de lire dans certains articles que les deux espèces sont des sous-espèces, Macaca pagensis pagensis et Macaca pagensis siberu, mais la communauté scientifique est de plus en plus unanime pour distinguer les deux espèces.
L'espèce s'est séparée assez tôt des autres espèces de macaques, il y a 2,4 à 2,6 millions d'années à l'exception du macaque de Siberut Macaca siberu dont elle est un clade frère.

## Menaces et conservation
Les îles Mentawai qui abritent une faune et une flore uniques, parfois endémique, souffrent d'une rapide déforestation et d'une forte dégradation des sols. L'île du nord, Siberut, a reçu quelques attentions particulières de la part des scientifiques mais ces n'est pas le cas du reste de l'archipel qui demeure passablement ignoré et dont les espèces endémiques risquent fort d'avoir disparu avant même d'avoir fait l'objet d'études sérieuses. Dans les îles du sud (Sipora et les îles Pagai), aucun recensement complet des espèces de primates endémiques (le macaque de Mentawai mais aussi le Gibbon de Kloss Hylobates klossii (Miller, 1903), le semnopithèque de Mentawai Presbytis potenziani potenziani (Miller, 1903) et le langur à queue de cochon Simias concolor concolor (Miller, 1903)) n'a été effectué. Les seules données disponibles et qui datent de 1996 estiment la densité de primates (toutes espèces confondues) entre 33,7 (estimation basse) et 59 (estimation haute) individus au km2. Ce qui donnait, en 1996, une estimation brute de la population totale des primates à Sipora comprise entre 2 800 à 4 300 singes (estimation basse) ou 5 000 à 7 500 singes (estimation haute) en forêt primaire. Sur les îles Pagai nord et sud, l'estimation allait de 8 400 à 14 800 primates survivants en habitat primaire. Il faut savoir que la chasse au singe est encore une pratique active et courante sur Sipora et les îles Pagai.
Ces trois îles ont été colonisées par l'Homme Homo sapiens récemment (il y a environ 200 à 400 ans) mais sont celles qui ont subi le plus d'impact anthropique de la chaîne des Mentawai. L'exploitation forestière y a été intensive et les coupes à blanc nombreuses. Des îlots forestiers toujours plus petits et toujours plus menacés semblent subsister encore mais des données très récentes seraient nécessaires pour avoir une idée précise de l'état des populations de primates qui tentent d'y survivre. L'UICN a placé le macaque de Mentawai sur sa liste rouge des espèces menacées. L'augmentation de la population humaine ainsi que la poursuite de la déforestation mettent gravement en danger la survie du macaque de Mentawai ainsi que celle des autres espèces de primates de Sipora et des îles Pagai.